# Synplasta rufilatera
Synplasta rufilatera är en tvåvingeart som först beskrevs av Edwards 1941.  Synplasta rufilatera ingår i släktet Synplasta, och familjen svampmyggor. Arten är reproducerande i Sverige.